# 魏德金宫

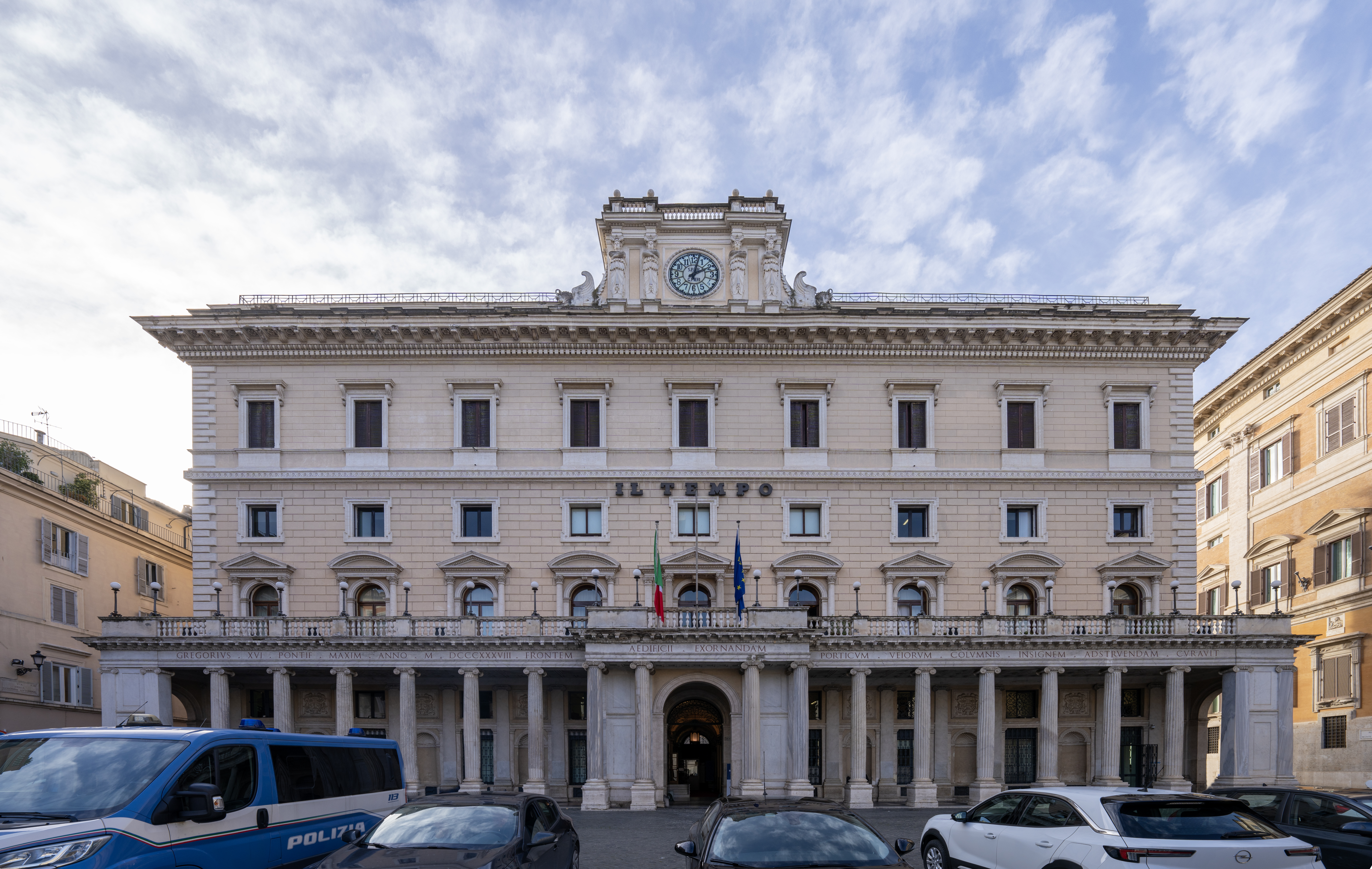
魏德金宫

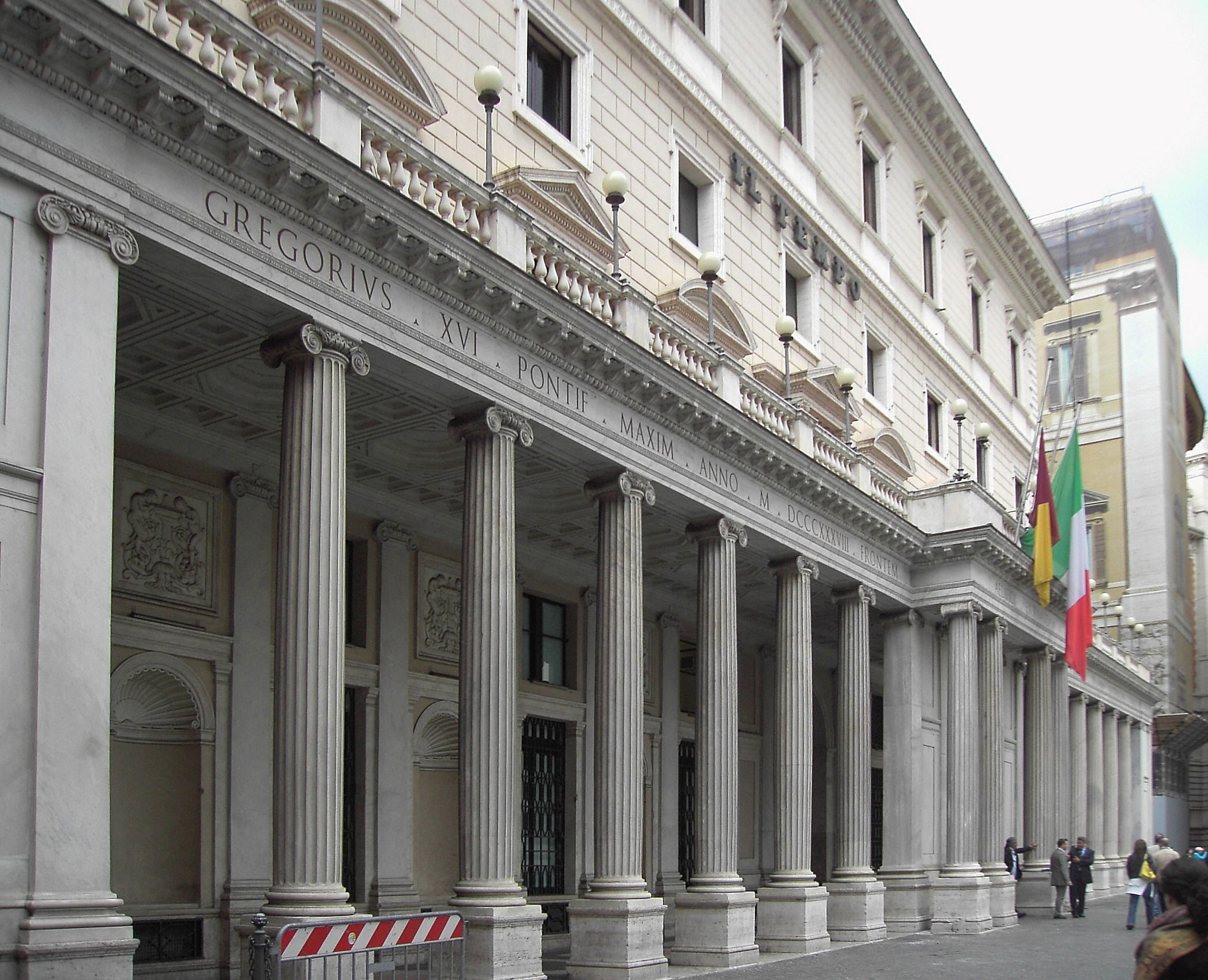
魏德金宫柱廊

魏德金宫（義大利語：Palazzo Wedekind）是一座历史建筑，位于意大利罗马圆柱广场，毗邻圣巴尔多禄茂及亚历山大堂。
此处原为古罗马马可奥勒留神庙。1659年，卢多维西家族拆除原有中世纪建筑，新建的建筑成为罗马牧区办公室。为容纳1814年迁此的教宗国邮政总署，额我略十六世将其彻底重建，外部加建有12根优雅罗马柱的柱廊，正门来自1823年烧毁的城外圣保禄大殿。1852年富有的银行家卡尔·魏德金将其买下，并改建内部。1871年以来为意大利教育部所在地。